# Ivan Paurević
Ivan Paurević (Essen, 1991. július 1. –) német-horvát labdarúgó, az orosz FK Ufa középpályása.